# Klooster Bodani

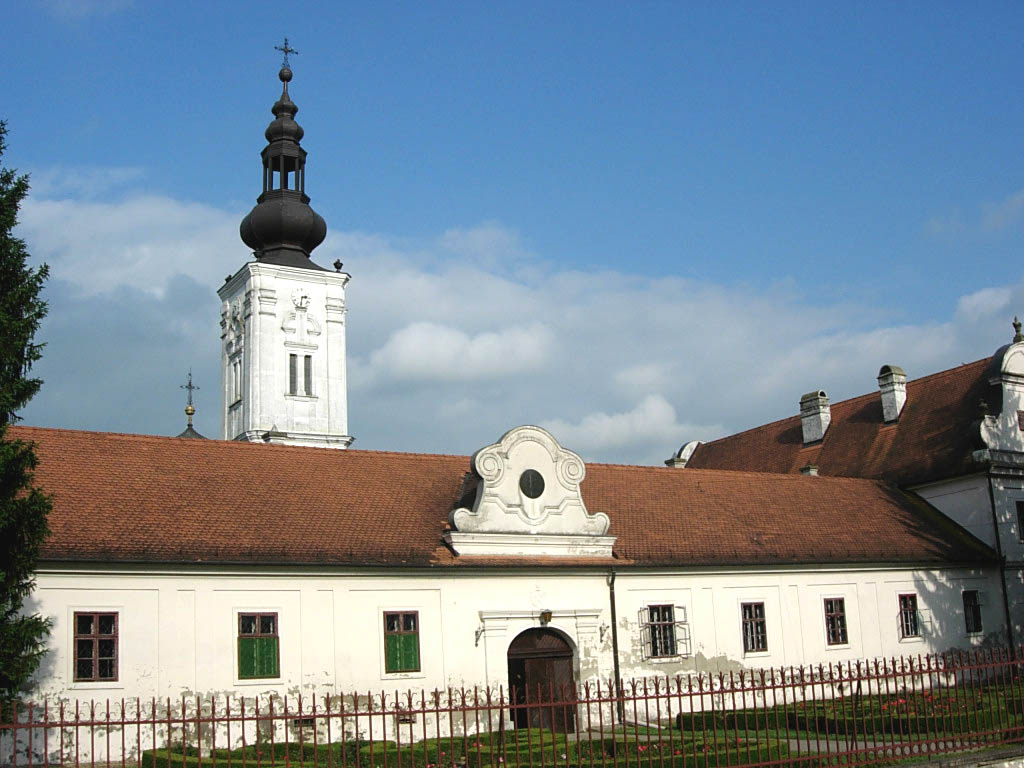
Klooster Bodani

Het Klooster Bodani (Servisch: Манастир Бођани, Manastir Bođani) is een Servisch-orthodox klooster gelegen in de regio Bačka in de noordelijke Servische autonome provincie Vojvodina. Het ligt in de gemeente Bač. 
Het klooster werd gesticht in 1478. Veel van de frescos in de kerk zijn het werk van de schilder Hristofor Zhefarovich.